# Shether
"Shether" (estilizado como "ShETHER") é um single lançado pela rapper estado-unidense Remy Ma.

## Sobre
A música trata-se de uma diss-track dirigida a rapper trinidiana Nicki Minaj, em resposta aos seus versos na canção "Make Love" em parceria com Gucci Mane. O single de 7 minutos foi lançado apenas dois dias depois do ataque de Nicki, em 25 de fevereiro de 2017 através das gravadoras de RNG e Empire Distribution, direto ao SoundCloud, e contabilizou mais de 1 Milhão de reproduções após 6 horas de lançamento.
A canção contem como sample a faixa "Ether" do rapper Nas em diss contra Jay-Z, onde mais tarde, também regravada e descartada da mixtape "Black Friday" por Lil' Kim.

## Faixas
| Edição padrão |           |         |  |
| N.º           | Título    | Duração |  |
| 1.            | "Shether" | 6:57    |  |

## Recepção crítica
As criticas em relação a diss foram positivas. o escritor Moriba Cummings do BET chamou a faixa de "algo selvagem e sem remorso". Já o editor Mitchell Peters da Billboard chamou-o de "pista de dissimulação" que "não mostra nenhuma misericórdia para Minaj".
A briga também chamou atenção de outros artistas de Hip-Hop. 50 Cent riu da situação e chamou Nicki Minaj de palhaça.. Wiz Khalifa revelou: "Minha mãe está em seu quarto ouvindo loucamente o diss de Remy Ma. Haha. Feliz por ter voltado para casa". Bodega Bamz comentou: "Remy Ma mandou toda a cultura do jogo de rap com SHETHER.... A MC Nitty Scott disse não estar conseguindo respirar por causa de Remy. Lil' Kim em entrevista a Billboard contou: "Todos nós sabemos a situação que está acontecendo com Remy e essa menina. Essa é a situação é delas e não tenho nada a ver com isso. Existem boatos lá fora, como, "Kim vai fazer uma faixa de diss com Remy." Todos vocês estão dando muito crédito a essa menina". Azealia Banks contou: "Eu aposto que a Nicki irá arregar e tentará ligar para a polícia por causa de Remy. Ela é malvada o suficiente para tentar colocar Remy nessa situação".
A música foi bastante comparada a "Black Friday" de Lil' Kim por internautas, tendo algumas semelhanças como um áudio com diálogos de Minaj no inicio da canção, e pelo fato das capas terem a rapper estraçalhada em formas diferentes.

## Charts
| Chart (2017)                                                  | Melhor posição |
| ------------------------------------------------------------- | -------------- |
| Estados Unidos - iTunes Top 40 US Hip-Hop Tracks Itunes       | 2              |
| Estados Unidos - iTunes Top 100 Hip Hop & Rap Songs           | 2              |
| Estados Unidos - iTunes Top 100 Songs                         | 13             |
| Estados Unidos - Billboard Bubbling Under Hot 100 Singles     | 19             |
| Estados Unidos - Billboard Bubbling Under R&B/Hip-Hop Singles | 3              |
| Estados Unidos - Billboard Digital Song Sales                 | 48             |
| Estados Unidos - Billboard R&B/Hip-Hop Digital Song Sales     | 16             |
| Estados Unidos - Billboard Rap Digital Song Sales             | 9              |
| Estados Unidos - Billboard Twitter Top Tracks                 | 8              |